# ウェルシュ・コーギー・カーディガン
ウェルシュ・コーギー・カーディガン（Cardigan Welsh Corgi）は、小型犬の一種。ウェルシュ・コルギー・カーディガンともいう。
ウェルシュは「ウェールズの」、コーギーはウェールズ語で「小さい犬」の意味がある。「カーディガン」はカーディガン地方で活躍したことから。紀元前1200年頃ケルト民族により中央ヨーロッパより導入された。

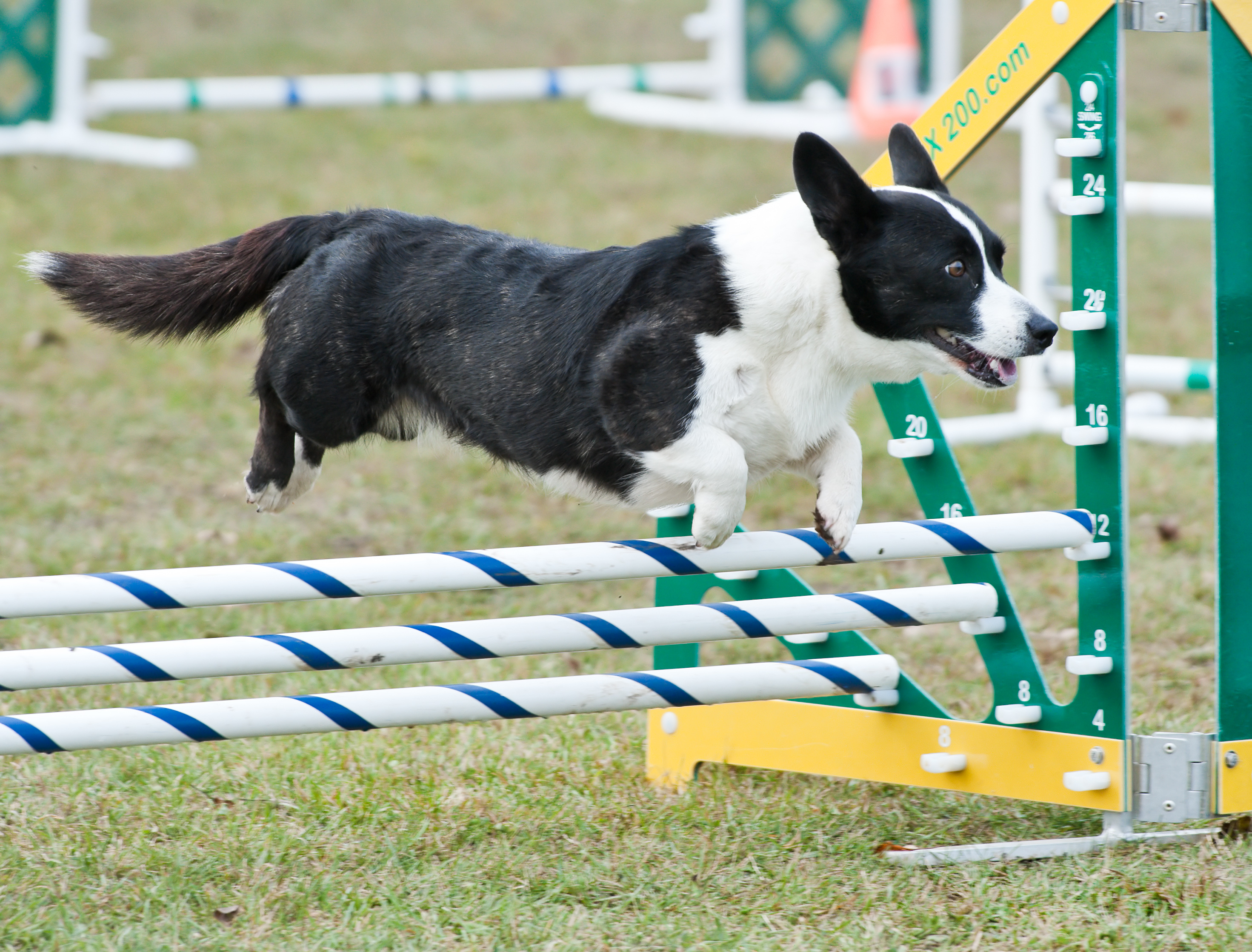
長い尻尾

体長（鼻の先から尻尾の先まで）が1ウェルシュ・ヤード（ウェールズの1ヤード）に相当するため、カーディガンシャーの一部地域では「ヤード・ロング・ドッグ」と呼ばれていた。また、ウェールズ語で「ci-llathed」と呼ばれていた。
ウェルシュ・コーギー・ペンブロークと近似するが別犬種である。
個体によっては10歳前後から変遷性脊髄症（Degenerative Myelopathy、DM）を発症する場合がある。また、原因不明のため治療方法が存在せず、発症から約3年で死に至る。

## 性質・特徴
強い牧畜本能を残していて、スタミナがあり、敏捷な作業犬である。ペットとしても優れていて、賢く忠実である。警戒心が旺盛で、初対面の人に対しては怪しむ癖がある。喧嘩好きではないが、飼い主のものは、よそ者に触らせたくない性質がある。肥満しやすいので、運動と食事の調節には注意が必要。

## ペンブロークとの違い

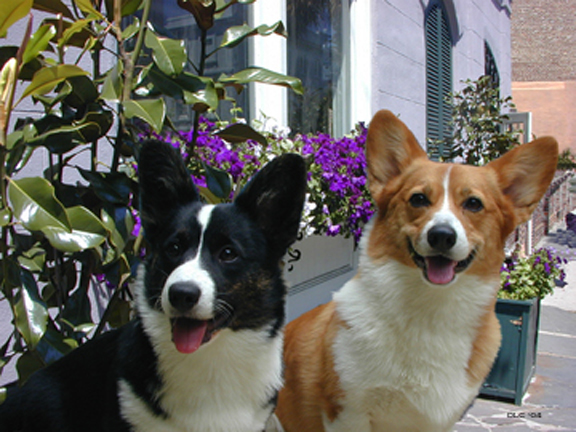
左がカーディガン、右がペンブローク

- 胴が長め。
- 耳のつき方がやや下。
ただし、これは英国での特質であり、アメリカやオーストラリアでは、ペンブロークと差異はほとんどない。
- 耳の先が、ペンブロークに比べて尖っていることが多く、アンバランスなくらい大きい場合がある。
- 英国では尻尾が垂れ下がっているのが普通だが、アメリカでは歩くときは胴より上に来るほうが多い。
- ペンブロークが毛色のバリエーションが少ないのに比べて、カーディガンはほとんどの毛色が認められている。ブラック＆ホワイトおよびブリンドル＆ホワイトが一番多いが、ブルーマールなど、白が優勢でない色の組み合わせでバラエティに富む。
- 尻尾があるのが普通で、ペンブロークと区別することができたが、近年ペンブロークを含め断尾をしない場合も増えたので、両犬種の違いとは言えなくなっている。

小型犬とされるが、これは日本犬保存会の定めた体高による分類によるもので、体重で分類すれば中型犬（6kg以上〜18kg未満）に属すると考えられる。さらに、ハーディングタイプ（牧羊犬）に分類されているように、短時間であれば大型犬に匹敵する激しい動きをする。
牧畜犬としての本来の用途から、牛の後脚をかむ習性があるが、足をかむという行為は、対象が牛でなくとも日常的に見られる。

## 登録件数の推移
| 年   | 2016 | 2015 | 2014 | 2013 | 2012 | 2011 | 2010 | 2009 | 2008 | 2007 | 2006 | 2005 | 2004 | 2003 | 2002 | 1999 |
| ---- | ---- | ---- | ---- | ---- | ---- | ---- | ---- | ---- | ---- | ---- | ---- | ---- | ---- | ---- | ---- | ---- |
| 頭数 | 63   | 37   | 72   | 70   | 93   | 79   | 113  | 146  | 129  | 171  | 159  | 230  | 243  | 306  | 269  | 188  |